# Ibn al-Qalanisi
Ḥamza ibn Asad Abū Yaʿlā ibn Muḥammad al-Tamīmī, ibn al-Qalānisī (in arabo حمزة بن أسد ﺍﺑﻮ يعلى بن محمد التميمي, ابن القَلانسي‎?; Damasco, 1070 circa – Damasco, 18 marzo 1160) fu un politico e cronachista arabo della Damasco del XII secolo.
Ibn al-Qalānisī discendeva dalla tribù dei Banu Tamim ed apparteneva alla nobiltà colta di Damasco. 

Studiò letteratura, teologia e legge. Fu dapprima segretario e in seguito capo della cancelleria di Damasco (il Dīwān al-Rasāʾil), servì due volte come raʾīs della città, una carica che indicava il responsabile delle milizie urbane di volontari, chiamate al-aḥdāth. 
La sua cronaca, il Dhayl (lett. Appendice) o Mudhayyal Taʾrīkh Dimashq (Continuazione della storia di Damasco) è una estensione della cronaca di Hilal ibn al-Muhassin al-Sabi' e copre gli anni dal 1056 alla morte di Ibn al-Qalānisī nel 1160. 
È uno dei pochi racconti contemporanei della Prima crociata e delle sue immediate conseguenze dal punto di vista musulmano, il che ne fa una preziosa fonte non solo per gli storici moderni ma anche per le successive cronache del XII secolo, inclusa quella di Ibn al-Athīr, Ibn al-Jawzī e Abū Shāma.